# Plagiocardium papillosum
Plagiocardium papillosum är en musselart som först beskrevs av Giuseppe Saverio Poli 1795.  Plagiocardium papillosum ingår i släktet Plagiocardium och familjen hjärtmusslor. Inga underarter finns listade i Catalogue of Life.